# CNC-szerszámgép
A CNC-szerszámgép számítógép-vezérlésű szerszámgép, amely a munkadarab készítése idején felmerülő feladatokat emberi beavatkozás nélkül végzi. (A CNC jelentése Computer Numerical Control, ’számítógépes számjegyvezérlés’).

## CNC-gépek hajtóműve

### Főhajtómű
A főhajtómű biztosítja a forgácsoló főmozgást. CNC-gépeknél erre fokozat nélküli hajtóművet alkalmaznak.
- mechanikus
- hidraulikus
- elektromos, amin belül megkülönböztetjük:

- egyenáramú (DC) és az aszinkron váltó áramú (AC)
A szerszámgépek háromfázisú aszinkron hajtómotorjainál a fordulatszámot a tápfeszültség frekvenciájának (ezzel összhangban feszültségének) változtatásával széles tartományban, lényegében veszteségmentesen változtathatjuk. Ennek elméleti alapjait régen kidolgozták, de a megfelelő erősáramú eszközök csak az utóbbi évtizedekben fejlődtek arra a szintre, hogy ez megvalósulhasson.
A frekvenciaváltós aszinkronmotorok előnyei:
- nagyobb határteljesítmény
- teljesítményegységre eső kisebb tömeg
- kisebb tehetetlenségi nyomatékú forgórész (kisebb átmérő, hosszabb motorok)
- kisebb karbantartási igény és költség
- nagyobb üzembiztonság
- túlterheléssel szemben kevésbé érzékeny
- olcsóbbak

### Mellékhajtóművek
A CNC-gépek mellékhajtóművei a helyzetszabályzótól jövő pozicionálási jelek alapján, a szerszám és a munkadarab egymáshoz viszonyított mozgatásait hozzák létre.
A mellékhajtómű általában egy meghajtó motorból áll, amely a forgatónyomatékot egy mentes hajtóműre (golyósorsóra) viszi át. A mentes hajtómű a forgómozgást egyenes vonalú mozgássá alakítják át. A vele szemben támasztott műszaki követelmény, hogy a beállítási parancsokat gyorsan és nagy pontossággal kell végrehajtania, lehetőleg magas fordulatszám tartományban. Ezen kívül hosszú élettartammal és alacsony karbantartási igénnyel kell rendelkeznie.